# Juan de Villanueva

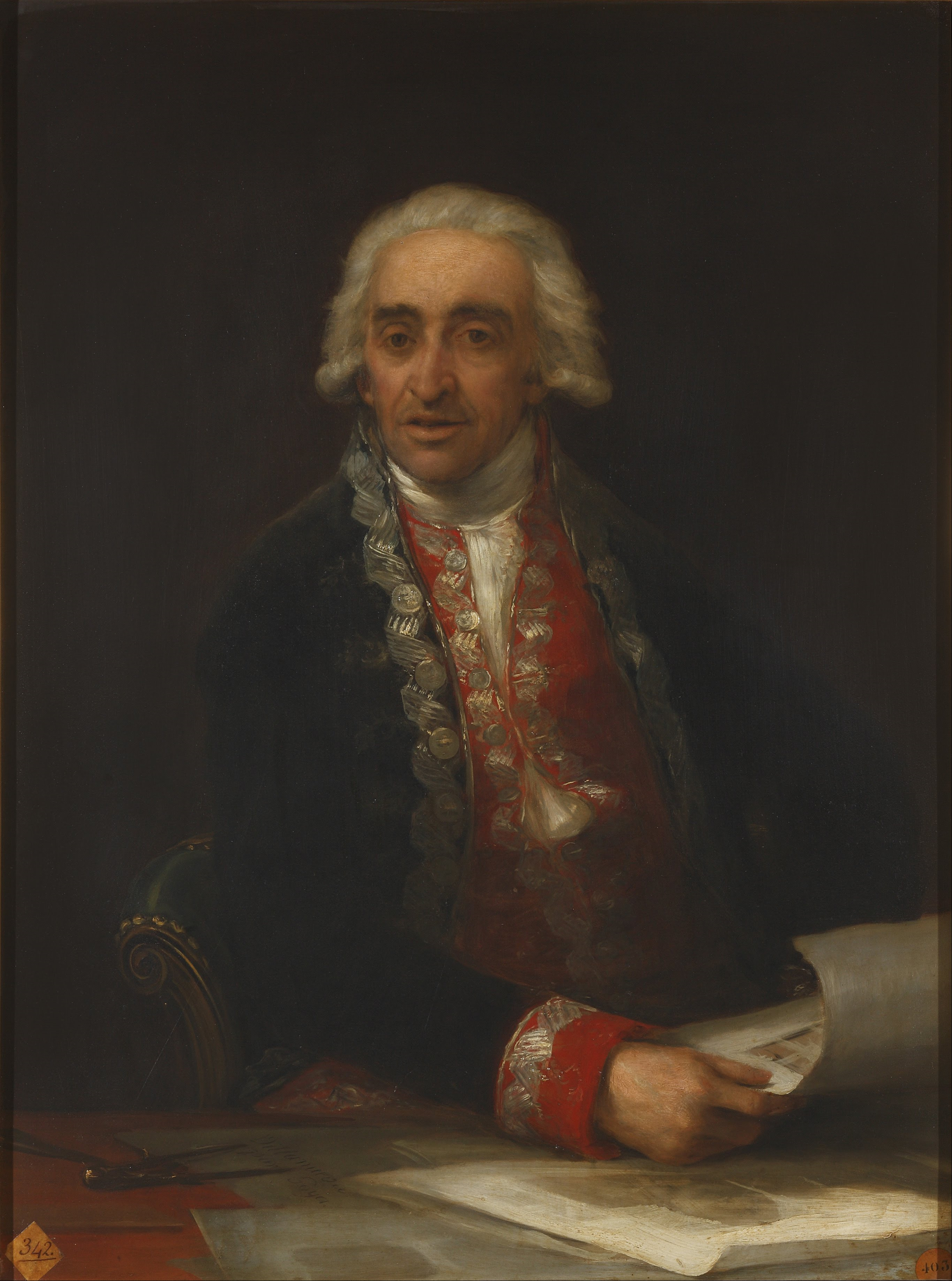
Juan de Villanueva, von Francisco de Goya

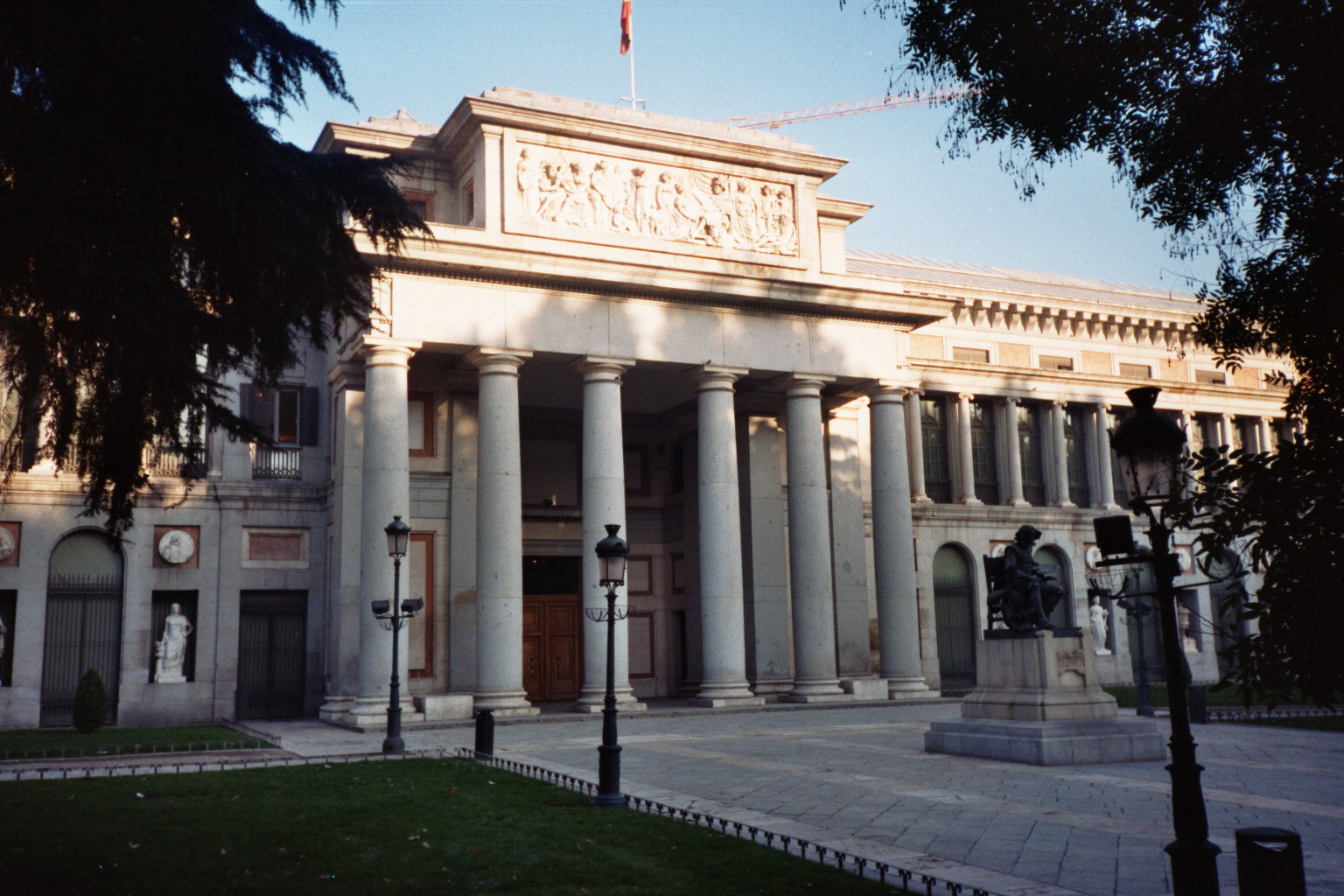
Prado-Museum

Juan de Villanueva (* 15. September 1739 in Madrid; † 22. August 1811 ebenda) war einer der wichtigsten spanischen Architekten in der Zeit des spanischen Klassizismus in der zweiten Hälfte des 18. Jahrhunderts.

## Leben und Werk
Juan de Villanueva war Sohn eines Bildhauers; sein Bruder Diego war sein Lehrmeister. Im Alter von nur 11 Jahren begann er seine Lehre an der Real Academia de Bellas Artes de San Fernando. Im Jahr 1758 begab er sich als Stipendiat nach Rom; im Jahr 1765 kehrte er nach Spanien zurück. Zusammen mit den Architekten José de Hermosilla und Juan Pedro Arnal reiste er im Jahr 1766 zu Studienzwecken durch Andalusien. Ab dem Jahr 1771 schuf er mehrere Pavillons (casitas) in den Gärten des Escorial und des Palasts von Aranjuez. Im Jahr 1777 ernannte ihn der spanische König Karl III. zum „Architekten des Prinzen und der Infanten“; seitdem arbeitete er fast ausschließlich für den spanischen Hof. Als sein Meisterwerk gilt das Prado-Museum, welches er in den Jahren 1785 bis 1808 als „Königliches Museum der Naturwissenschaften“ plante und baute. Außerdem beschäftigte er sich ab dem Jahr 1790 mit der Restaurierung und teilweisen Neugestaltung der durch einen Brand schwer beschädigten Plaza Mayor in Madrid.

## Hauptwerke

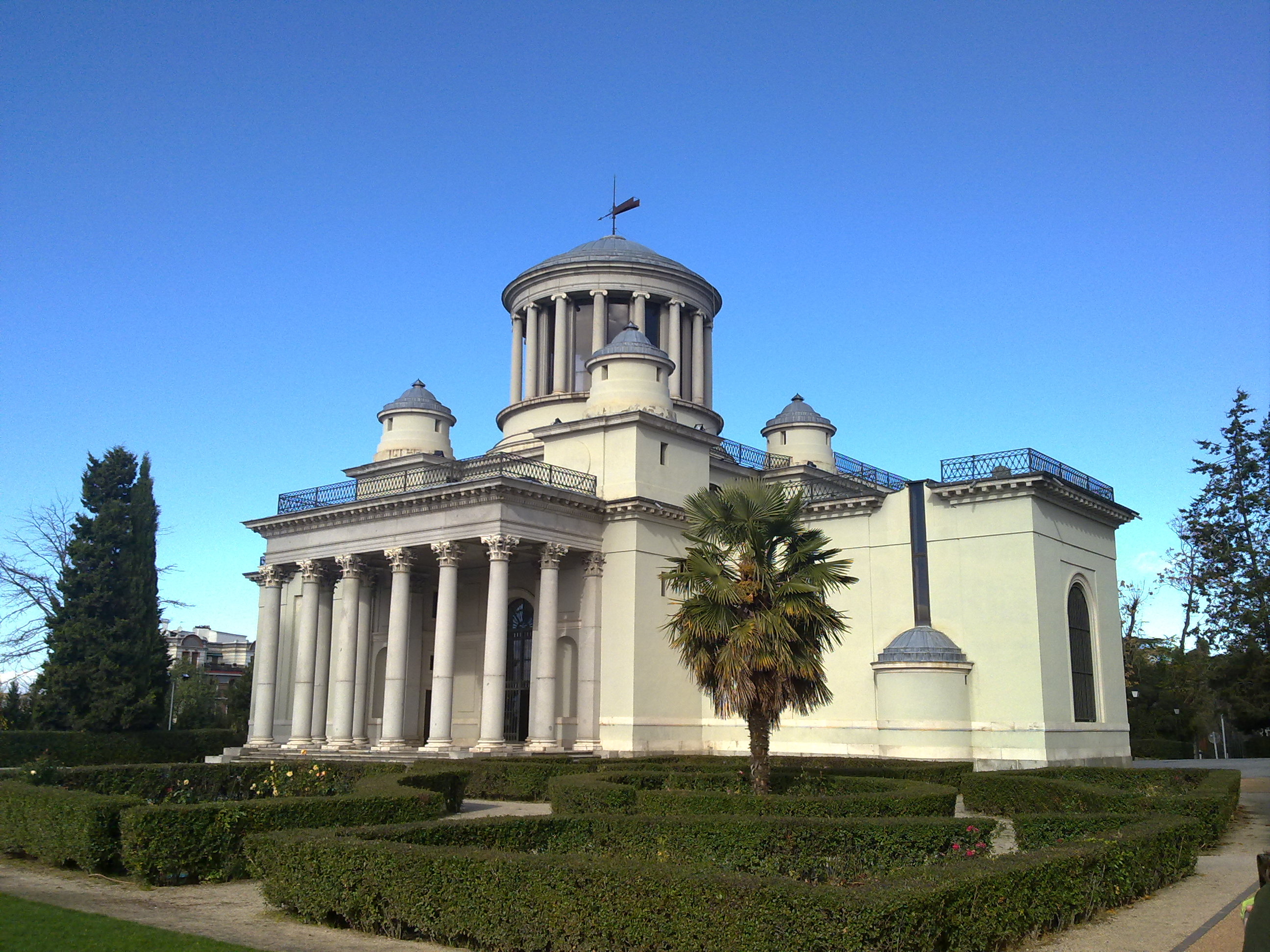
Königliches Observatorium, Madrid

- Casita de los Infantes, Aranjuez (1771)
- Casita del Infante, El Escorial (1773)
- Casita del Príncipe, El Escorial (1773)
- Real Jardín Botánico, Madrid (1774–1781)
- Casita del Príncipe, El Pardo (1784)
- Casa de los Oficios, El Escorial (1785)
- Museo del Prado, Madrid (1785)
- Real Academia de la Historia, Madrid (1788)
- Oratorio de Caballero de Gracia, Madrid (1789)
- Real Observatorio de Madrid, Madrid (1790)
- Rekonstruktion der Plaza Mayor, Madrid (1791)

Zerstörte Bauten etc.
- Teatro del Príncipe, Madrid (1804)